# Callidula
Callidula là một chi bướm đêm thuộc họ Callidulidae.

## Các loài
- Callidula arctata  (Butler, 1877)
- Callidula hypoleuca Butler, 1887
- Callidula sumatrensis Pagenstecher, 1887
- Callidula petavius  (Stoll, 1781)
- Callidula sakuni  (Horsfield, [1828])
- Callidula kobesi Holloway, 1998
- Callidula jucunda Felder, 1874
- Callidula waterstradti Holloway, 1998
- Callidula posticalis  (Guérin-Méneville, [1831])
- Callidula evander  (Stoll, [1780])
- Callidula propinqua  (Butler, 1877)
- Callidula dichroa  (Boisduval, 1832)
- Callidula plagalis  (Felder, 1874)
- Callidula erycinoides  (Felder, 1874)
- Callidula fasciata  (Butler, 1877)
- Callidula aruana  (Butler, 1877)
- Callidula versicolor  (Felder, 1874)